# Breed takmos
Breed takmos (Ramalina canariensis) is een korstmossoort uit het geslacht takmos (Ramalina). Het groeit op steen en op bomen. De fotobiont is de alg Trebouxioid.

## Determinatie

### Uiterlijke kenmerken
Breed takmos is een struikvormig korstmos. Het thallus kan een hoogte bereiken van 3–6 cm kan worden. Het heeft een smalle basis waaruit de takken groeien. De meerdere +/- afgeplatte, rafelige, grijsgroene lobben splijten aan het einde om sorediën te onthullen. Pseudocyphellen en apotheciën komen zelden voor. De cortex (schorslaag) is dun.
Het korstmos heeft de volgende kenmerkende kleurreacties: cortex K-, C-, KC+ (geel) en P- en de medulla (merglaag) K-, C-, KC-, P- en UV +/- (blauwwittig).

### Microscopische kenmerken
De sporen zijn breed ellipsoïde of niervormig, 1-septaat en meten 15–21 x 5–7 µm.

## Verspreiding
Breed takmos komt veel voor in het Middellandse Zeegebied en in Zuidwest-Noord-Amerika (onder andere Neder-Californië en Zuid-Californië).
In Nederland komt het zeer zeldzaam voor. Anno 2025 is deze soort bekend van 63 atlasblokken. Het staat niet op de rode lijst.